# Cimicodes clisthena
Cimicodes clisthena là một loài bướm đêm trong họ Geometridae.